# سوزانا فياو
سوزانا فياو (25 سبتمبر 1944 - 24 مارس 2013) كانت صحفية وكاتبة وكاتبة عمود سياسية أرجنتينية تتمتع بخبرة واسعة في وسائل الإعلام المصورة في بلدها.

## سيرة شخصية
درست سوزانا فياو الأدب في جامعة بوينس آيرس (UBA). كانت مناضلة ثورية في الستينيات والسبعينيات.
بعد انقلاب عام 1976، اضطرت في عام 1977 إلى الذهاب إلى المنفى. بعد ستة أشهر من اللجوء مع عائلتها في البرازيل، عاشت في مدريد حتى عام 1988، عندما عادت إلى الأرجنتين.
حافظت على صداقتها مع شخصيات سياسية من مختلف المشارب الأيديولوجية: مع نائب كتلة الاتحاد البيرونية فيليبي سولا، ونائب الاتحاد المدني الراديكالي (UCR) والمرشح الرئاسي ريكاردو ألفونسين، والصحفي الوطني والنائب ميغيل بوناسو.

## مهنة صحفية
بدأت فياو العمل في الصحافة عام 1966 في مجلة بانوراما. ثم ذهبت إلى سايت دياس واناليز وكونفيرمادو. انضمت إلى صحيفة الموندو المرتبطة بحزب العمال الثوري حيث عملت في قسم التصحيح. ذهبت لاحقًا إلى المؤرخ التجاري، من إخراج رافائيل بيروتا.
كتبت من إسبانيا لـ صفحة/12، حيث عملت كاتبة لمدة 20 عامًا. هناك أكملت تحقيقات صحفية نموذجية، مثل التحقيق الذي وضع السكرتير الخاص للرئيس كارلوس منعم، ميغيل أنخيل فيكو، تحت المراقبة بسبب صفقته التي بموجبها حصلت الخطة الوطنية للأمومة والطفولة على حليب رديء الجودة للأطفال الذين لا يملكون موارد. قامت بالتحقيق مع أمين سجلات PAMI، ماتيلدا مينينديز، وجدول النقود الموازي لـ بانكو هيبوتيكاريو، والمصرفي مينيميستا راؤول مونيتا، الذي نشرت عنه كتابًا.
في عام 2008، انتقلت إلى صحيفة نقد الأرجنتين حيث كرست نفسها للتحليل السياسي بالإضافة إلى الأبحاث والمقابلات.
عملت في السنوات اللاحقة ككاتبة عمود سياسي مرجعي في طبعة الأحد من صحيفة كلارين.

## مذياع
في الراديو، من لا أونس دييز، كانت كاتبة عمود في برنامج استاموس كومو كيومرس.

## موت
توفيت سوزانا فياو نتيجة لتكرار الإصابة بسرطان الرئة في معهد ألكسندر فليمنج للأورام في بوينس آيرس عن عمر يناهز 68 عامًا.
توفي زوجها إنريكي باتشيكو في 31 ديسمبر من نفس العام. كان للزوجين طفلان، ماريا وإنريكي.

## كتب
2001، البنكيرو. راؤول مونيتا، صديق القوة في طريق الغسيل، بلانيتا، بوينس آيرس، ISBN 950-49-0815-2[6]
2013، لا رينا دي كورازونيس. ليس أكثر من مجرد نايب إن لا باراجا، افتتاحية سودامريكانا، بوينس آيرس، ISBN 9789500744850